# Kỳ đà cản mũi (phim 2006)
Kỳ đà cản mũi (tiếng Anh: You, Me and Dupree) là phim điện ảnh hài lãng mạn của Mỹ năm 2006 do Anthony Russo và Joe Russo đạo diễn. Kịch bản phim chắp bút bởi Mike LeSieur trong khi Mary Parent, Scott Stuber và Owen Wilson là những người chịu trách nhiệm sản xuất. Phim từng khởi chiếu ở Hà Nội vào ngày 20 tháng 10 năm 2006.

## Phân vai
- Owen Wilson vai Randolph "Randy" Dupree
- Kate Hudson vai Molly Thompson Peterson
- Matt Dillon vai Carl Peterson
- Michael Douglas vai Bob Thompson
- Seth Rogen vai Neil
- Amanda Detmer vai Annie
- Ralph Ting vai Toshi
- Todd Stashwick vai Tony
- Bill Hader vai Mark
- Lance Armstrong
- Harry Dean Stanton vai Curly
- Pat Crawford Brown vai Aunt Kathy